# Тиглатпаласар I
Тиглатпаласар I (аккад. Тукульти-апал-Эшарра, букв. «Сын Эшарры — моя защита») — царь Ассирии приблизительно в 1115—1076 годах до н. э. Сын и наследник Ашшур-реш-иши I.

## Биография

### Обстановка в Передней Азии
К моменту вступления на престол Тиглатпаласара I в Передней Азии сложилась исключительно политически благоприятная для Ассирии обстановка. Хеттское царство пало, Египет переживал упадок, Вавилония подвергалась нашествию южных арамейских кочевников — халдеев. В этой политической обстановке Ассирия оставалась фактически единственной великой державой.
Однако народы, появившиеся в Передней Азии в результате этнических передвижений конца II тысячелетия до н. э. — мушки, фригийцы, апешлайцы (возможно, абхазы), арамеи, халдеи и другие — были многочисленны и воинственны и не раз вторгались даже на территорию Ассирии. Однако Тиглатпаласар I будучи, по-видимому, хорошим полководцем, очень быстро сумел перейти к наступательным действиям.

### Первый поход
В начале правления Тиглатпаласара I пять царей мушков во главе двадцатитысячного войска (достаточно большая цифра по тем временам), перейдя Верхний Тигр, вторглись в область Кадмухе, создав серьёзную угрозу безопасности Ассирии. Тиглатпаласару удалось нанести им поражение, причем 6 000 мушков сдались в плен и были «причислены к людям Ассирии» (то есть расселены на ассирийской земле).
После победы над мушками Тиглатпаласар I выступил против Кадмухе, которая задержала выплату дани, и покорил эту страну. Кадмухийцы бежали в Шереше, на другой берег реки Тигра, и сделали этот город своей опорой. Ассирийцы переправились через реку и захватили город Шереше, а в происшедшем сражении разгромили союзное войско Кадмухе и пабхийцев, поспешивших на помощь Кадмухе. В плен были взяты царь Кадмухе Иррупе (по-хурритски его имя — Кили-Тешуб), сын Кали-Тешуба, его сыновья, жёны и другие родственники. В качестве добычи победителю достались медные сосуды, серебро, золото. Город и дворец были сожжены.
«Анналы Тиглатпаласара I» повествуют, что ассирийское войско, продолжая двигаться по территории за Тигром, вступило в страну царя Шади-Тешуба (или Шадиантеру), сына Хаттухи, и, не встречая сопротивления, подступило к Урахишашу, укреплённому городу на горе Панару. Шади-Тешуб покорился ассирийцам добровольно и ассирийский царь в качестве заложников увёл его сыновей и его семью в Ашшур. Из добычи были оставлены медные сосуды, 120 рабов, скот. На Шади-Тешуба была наложена дань. Затем Тиглатпаласар покорил страну Ишдиш.

### Второй поход
Развивая успех, Тиглатпаласар I во 2-й год своего правления (около 1114 года до н. э.) с войском продвинулся ещё далее на северо-запад в области Алзи и Пурулумзи, которые он, несмотря на частичное их заселение восточными мушками, продолжал по-прежнему считать «шубарейскими», то есть хурритскими.
В этом походе ассирийское войско встретилось с ещё одной пришлой группой племен. Это были апешлайцы (возможно, абхазы) и урумейцы (о их происхождении ничего не известно). В «Анналах Тиглатпаласара I» сообщается, что апешлайцы и урумейцы были «непокорными людьми Хеттской страны» (то есть они пришли из-за Евфрата) и выставили против него 4000 воинов и 120 боевых колесниц, но затем подчинились ему и были «причислены к людям Ассирии». Между тем в тылу у Тиглатпаласара восстала область Кадмухе. Возможно, восточные мушки её устраивали больше, чем ассирийцы. Тиглатпаласар был вынужден вернуться для её усмирения.

### Третий поход
На своем 3-м году правления (около 1113 года до н. э.) Тиглатпаласар I предпринял свой третий поход. На горе Азу он разгромил войско страны Хариа, поддерживаемое пабхийцами, и покорил 25 поселений страны Хариа, предав их огню. Страна Адауш покорилась без боя. Затем ассирийцы разгромили на горе Арума жителей стран Сирауш и Аммауш и покорили эти страны. После чего были покорены страны Исуа (Ишуа ассир., Ишува хеттск., Цупани урартск. на левом берегу Евфрата, в районе впадения в него реки Арацани) и Дариа. Тиглатпаласар наложил на них дань.
Затем ассирийцы в том же году начали наступление в верховья Большого Заба и покорили страны Муратташ и Сарадауш. После этого был предпринят поход на хабхийскую страну Суги. В помощь Суги свои войска выставили союзники — страны Химе, Лухи (то же, что Луха), Арирги, Аламун (то же, что Эламуни в верхнем течении Большого Заба), Тумни и многочисленное племя пабхийцев. В сражении на горе Хириху Тиглатпаласар I разгромил шеститысячное войско Суги и её союзников, и «страну Суги до её пределов покорил», захватив при этом богатую добычу, в том числе 25 статуй местных богов, которых он увёз в Ассирию.

### Четвёртый поход
В 1112 году до н. э. году Тиглатпаласар I предпринял поход с целью овладеть важным торговым путём вдоль долин рек Верхнего Евфрата и Чороха, поблизости от которых были сосредоточены важнейшие в то время места добычи меди и серебряно-свинцовых руд. При этом он разбил войска 23 «царей» стран, которые по большей части не поддаются локализации. Самой дальней на севере была Дайаэни (урартская Диау(е)хи; греческая «Страна таохов»), расположенная в области современного Эрзурума, в верховьях реки Западный Евфрат (Кара-Су), а самой ближней к Ассирии была страна Тумме (возможно, хеттская Туманна). Во время схватки в руки ассирийцев попало 120 колесниц.
После этого он сразился с 60 «царями» стран Наири, разбил их и, преследуя и тех, кто пришёл им на помощь, единственным из всех ассирийских царей достиг берегов Чёрного моря, вероятно, около нынешнего Батуми. Далее в ассирийских анналах сообщается, что все «цари» стран Наири были, якобы, взяты в плен, но отпущены под присягой и обязательством уплатить дань в 1200 коней и 2000 голов крупного рогатого скота. Сыновья «царей» были взяты заложниками. Только Сени, царь страны Дайаэни, который «не склонился перед Ашшуром», был взят в плен и увезён в Ашшур. Правда впоследствии он всё же был помилован и отпущен.
На обратном пути Тиглатпаласар взял дань свинцовой рудой с города Мелид (или Мелидия, ныне Малатья) и увёл оттуда заложников.

### Пятый поход
Свой пятый поход Тиглатпаласар I предпринял на запад против ахламеев (или как их в то время чаще стали называть — арамеев), ставших чрезвычайно серьёзной угрозой. В 1111 году до н. э., переправившись через Евфрат у Каркемиша, ассирийцы вторглись в Сирию и покорили области Нухашше, Нии, Катну. После Тиглатпаласар I перешёл через Левант, где приказал нарубить кедра для предпринятой им перестройки в Ашшуре двойного храма с зиккуратами для богов Ану и Адада, который ко времени правления Тиглатпаласара 60 лет находился в руинах.
Затем Тиглатпаласар вступил в страну Амурру и прошёл значительную часть Финикии, где захватил такие города как Библ, Сидон, Арвад, и даже предпринял морскую прогулку на корабле и охотился на дельфинов. Египет теперь также признал международный авторитет Ассирии и египетский фараон (возможно, Несубанебдед) прислал Тиглатпаласару в дар крокодила и бегемота.
На обратном пути Тиглатпаласар I победил царя «Великой Хатти» Ини-Тешуба. Этот титул носил правитель маленькой области с центром, видимо, в Каркемише, продолжавший себя считать наследником могучих хеттских царей. На Ини-Тешуба ассирийский царь наложил дань кедровым лесом, правда, неизвестно, была ли она выплачена. После чего Тиглатпаласар поднялся по верхнеевфратской долине до Сухму (на левом берегу реки против нынешнего  Эрзинджана) и покорил эту область.

### Шестой поход
В 1110 году до н. э. году Тиглатпаласар I предпринял свой шестой поход, на этот раз в долину Большого Заба (Эламунии). Ассирийцы вторглись в страну Муцру (возможно, позднейший Муцацир) и покорил её. На помощь Муцру выступили куманийцы (жители города Кумме), но Тиглатпаласар разгромил их и запер в городе Аринни, расположенном у подножия горы Аиса, и те вынуждены были покориться. Затем была разгромлена основная 20-тысячная армия куманийцев в сражении на горе Тала. Две тысячи воинов было захвачено в плен, а остальные обращены в бегство. Ассирийцы преследовали их до горы Харуса, то есть до границы с Муцру.
Затем Тиглатпаласар подступил к городу Ханусу, окруженному тремя стенами, сложенными из обожжённых кирпичей и захватил его. Город и окрестности были сожжены, а стены разрушены. После чего ассирийцы осадили город Кипшуну (современная деревня Гефше) — «царский город». Царь куманийцев побоялся сопротивляться и покорился. Тиглатпаласар приказал ему снести стены города. Триста воинов и их семейства были выселены в Ассирию, а на куманийцев были наложены дань и подати более прежнего.

### Войны с Вавилонией
Тиглатпаласар воевал также с Вавилоном, он предпринял туда 2 похода, оба раза против царя Мардук-надин-аххе.
Первый раз дело касалось очередного выправления границ за Тигром, между Малым Забом и Диялой. Второй поход был более серьёзным. Тиглатпаласар I занял Дур-Куригальзу, Упи (Опис), Сиппар и даже Вавилон, где он сжёг царский дворец. Однако успех ассирийцев в Вавилонии был кратковременным.
Тот же Мардук-наддин-аххе в 10-м году своего правления (1083 год до н. э.) отбросил их обратно до города Экаллатума, расположенного на рубеже собственно Ассирии, где вавилоняне захватили статуи богов, и в частности бога Адада. Вернуть захваченных идолов удалось только Синаххерибу в 689 году до н. э.

### Итоги правления
Всего за первых пять лет своего царствования Тиглатпаласар I подчинил 42 страны от моря Мурру (Средиземное море) до моря Наири (озеро Ван), как ассирийский царь сам сообщал об этом в своей надписи у истоков Тигра. Таблички с описанием событий его первых пяти лет правления были помещены под углы строящегося храма Ану и Адада, благодаря чему хорошо известно о начальном периоде правления Тиглатпаласара.
Позже Тиглатпаласар I заходил и к северу от озера Ван, где он оставил надпись на скале недалеко от современного Малазгерда, в которой говорится, что он покорил страны Наири от Харби до Верхнего (Чёрного) моря. Однако это были кратковременные успехи Тиглатпаласара. Он даже и не пытался закрепить за собой земли к западу от Евфрата. Борьба с кочевниками шла уже за Верхнюю Месопотамию. Тиглатпаласар был вынужден совершить против арамеев не менее 28 военных походов, иногда два раза в год.
Военные действия развернулись на обширной территории от Рапикума до Каркемиша. Несмотря на то, что Тиглатпаласар I в этой борьбе одерживал значительные победы и не раз переходил на западный берег Евфрата и громил кочевников на их пастбищах у склонов Джебель-Бишри и в оазисе Тадмор (Пальмире), арамеи продвигались всё дальше и дальше вглубь страны, занимая её степи и пастбища, перерезая коммуникации между Ниневией, Кальху, Ашшуром, Экаллатумом и другими городами.
Тиглатпаласар I правил 39 лет.